# Liste der Baudenkmäler in Großheubach
Auf dieser Seite sind die Baudenkmäler in dem unterfränkischen Markt Großheubach zusammengestellt. Diese Tabelle ist eine Teilliste der Liste der Baudenkmäler in Bayern. Grundlage ist die Bayerische Denkmalliste, die auf Basis des Bayerischen Denkmalschutzgesetzes vom 1. Oktober 1973 erstmals erstellt wurde und seither durch das Bayerische Landesamt für Denkmalpflege geführt wird. Die folgenden Angaben ersetzen nicht die rechtsverbindliche Auskunft der Denkmalschutzbehörde.
 Diese Liste gibt den Fortschreibungsstand vom 16. April 2020 wieder und enthält 47 Baudenkmäler.

## Baudenkmäler nach Ortsteilen

### Großheubach
| Lage                                                       | Objekt                                  | Beschreibung | Akten-Nr.              | Bild                                   |
| ---------------------------------------------------------- | --------------------------------------- | --- | ---------------------- | -------------------------------------- |
| Freihof 8 (Standort)                                       | Hofmauer                                | Reste der Umfassungsmauer des ehemaligen Freihofes mit zwei runden Torbögen, Scheitelstein des östlichen Torbogens mit Oktagramm (erneuert), Sandstein, bezeichnet 1765 | D-6-76-125-1 Wikidata  | BW                                     |
| Friedhofstraße 24 (Standort)                               | Katholische Friedhofskapelle St. Joseph | kleiner Walmdachbau auf quadratischem Grundriss mit dreiseitig schließendem Chor, verputztes Mauerwerk mit Sandsteinrahmungen, 1780; mit Ausstattung | D-6-76-125-2 Wikidata  | weitere Bilder                         |
| Friedhofstraße 24 (Standort)                               | Friedhofsmauer                          | unverputztes Sandsteinmauerwerk, 18. Jahrhundert | D-6-76-125-2 Wikidata  | Friedhofsmauer                         |
| Friedhofstraße 24 (Standort)                               | Bildhäuschen                            | hoher verputzter Mauerblock mit Rundbogennische, Giebeldach und eiserner Kreuzbekrönung, 17. Jahrhundert | D-6-76-125-2 Wikidata  | BW                                     |
| Friedhofstraße 24 (Standort)                               | Friedhof                                | mit Grabsteinen des 18.–20. Jahrhundert | D-6-76-125-2 Wikidata  | weitere Bilder                         |
| Friedhofstraße 24 (Standort)                               | Bildstock                               | Inschriftpfeiler mit Reliefaufsatz 'Kreuzigungsgruppe', seitlich ' hl. Johann Baptist' und 'hl. Petrus' sämtlich mit Cherub darüber, Sandstein, frühbarock, bezeichnet 1670 | D-6-76-125-19 Wikidata | weitere Bilder                         |
| Hauptstraße 28 (Standort)                                  | Gasthaus zum Hirschen                   | giebelständiger zweigeschossiger Satteldachbau mit Zierfachwerkobergeschoss, um 1600, hohes Kellergeschoss am Rundbogentor bezeichnet 1588, Erweiterung und Halbwalm um 1800; Nische für Heiligenfigur | D-6-76-125-4 Wikidata  | weitere Bilder                         |
| Hauptstraße 28 (Standort)                                  | Gasthaus zum Hirschen                   | schmiedeeiserner Ausleger | D-6-76-125-4 Wikidata  | weitere Bilder                         |
| Hauptstraße 29 (Standort)                                  | Rathaus                                 | freistehender zweigeschossiger Schopfwalmdachbau mit Pyramidendach-Giebelreiter, auf der Rückseite polygonaler Treppenturm mit halbem Zeltdach, massives unverputztes Sandsteinerdgeschoss mit Werksteinkanten und -rahmungen, Rundbogenportal mit Wappenreliefs, Erkerkonsole mit Baumeisterbüste, reiches Zierfachwerk im Obergeschoss und Giebeln, Fachwerkerker mit Zwerchdach und geschweiftem Blendgiebel, Spätrenaissance, bezeichnet 1611 | D-6-76-125-3 Wikidata  | weitere Bilder                         |
| Hauptstraße 40 (Standort)                                  | Wohnhaus                                | giebelständiges zweigeschossiges verputztes Fachwerkhaus mit Satteldach über hohem Kellergeschoss, bezeichnet 1683, Erdgeschoss verändert | D-6-76-125-6 Wikidata  | Wohnhaus                               |
| Hauptstraße 40 (Standort)                                  | Hoftor                                  | profiliertes Rundbogentor mit Radabweisern und Fußgängerpforte, Sandstein, bezeichnet 1763 | D-6-76-125-6 Wikidata  | weitere Bilder                         |
| Hauptstraße 42; Hauptstraße 44 (Standort)                  | Bauernhof                               | Wohnhaus, giebelständiger Krüppelwalmdachbau, Spolienverbau im Kellersockel, massives verputztes Erdgeschoss mit diamantierten Eckquadern, 17. Jahrhundert(?), gekuppelten Fensterrahmungen und Relief 'Maria Immaculata mit Gnadenstuhl' Zierfachwerkobergeschoss, bezeichnet 1707 |                        | Bauernhof                              |
| Hauptstraße 42; Hauptstraße 44 (Standort)                  | Bauernhof                               | Hoftor, Rundbogentor mit Radabweisern und Fußgängerpforte, 18. Jahrhundert, Scheune, Fachwerkbau mit Satteldach, 18./19. Jahrhundert | D-6-76-125-7 Wikidata  | weitere Bilder                         |
| Hauptstraße 62                                             | Rotsandsteinkruzifix                    | 1730; nicht nachqualifiziert, im Bayerischen Denkmalatlas nicht kartiert | D-6-76-125-8 Wikidata  | BW                                     |
| Hinterer Streckgraben; in der Tanne                        | Kreuz                                   | 1897, nicht nachqualifiziert, im Bayerischen Denkmal-Atlas nicht kartiert | D-6-76-125-28 Wikidata | BW                                     |
| Hüterweg (Standort)                                        | Wegkreuz                                | Tischsockel mit Kruzifix, Sandstein, bezeichnet 1868, erneuert | D-6-76-125-20 Wikidata | BW                                     |
| Kirchstraße 1 (Standort)                                   | Gasthaus                                | zweigeschossiger Satteldachbau mit teilweise freigelegtem Zierfachwerkobergeschoss in Ecklage, 17. Jahrhundert, Erdgeschoss verputzt mit Werksteinrahmungen, erneuert | D-6-76-125-9 Wikidata  | Gasthaus                               |
| Kirchstraße 5 (Standort)                                   | Fachwerkhaus                            | Verputzt, mit Torbogen, 1676. | D-6-76-125-10 Wikidata | weitere Bilder                         |
| Kirchstraße 6; Kirchstraße 4 (Standort)                    | Wohnhaus                                | zweigeschossiges Halbwalmdachhaus mit Zierfachwerkobergeschoss in Ecklage, massives verputztes Erdgeschoss mit illusionistischer Quadermalerei, gekuppelten Renaissance-Fenstern und Barockportal mit Freitreppe über hohem Kellergeschoss, um 1600, Veränderungen im 18. Jahrhundert | D-6-76-125-11          | Wohnhaus                               |
| Kirchstraße 6; Kirchstraße 4 (Standort)                    | Hoftor                                  | Rundbogen, Sandstein, 1671 | D-6-76-125-11          | BW                                     |
| Kirchstraße 22 (Standort)                                  | Katholische Pfarrkirche Cathedra Petri  | dreischiffige Pseudobasilika auf kreuzförmigem Grundriss mit 5/8 Chor und Schieferwalmdächern, halb vorgezogener Turm auf quadratischem Grundriss ins Achteck übergehend mit hohem verschiefertem Spitzhelm, verputztes Mauerwerk mit Werksteinkanten und -rahmungen, bezeichnet 1609, Erweiterung 1738 und neugotischer Umbau 1857; mit Ausstattung                                                                                              | D-6-76-125-12 Wikidata | Katholische Pfarrkirche Cathedra Petri |
| Kirchstraße 22 (Standort)                                  | Friedhofsbefestigung                    | Reste der romanischen Friedhofsbefestigung (ehemals mit Wehrgang) | D-6-76-125-12 Wikidata | BW                                     |
| Kirchstraße 22 (Standort)                                  | Ölberggruppe                            | Rotsandstein, um 1600 | D-6-76-125-12 Wikidata | BW                                     |
| Kirchstraße 22 (Standort)                                  | Kreuzigungsgruppe                       | 17. Jahrhundert, Sockel erneuert | D-6-76-125-12 Wikidata | BW                                     |
| Kirchstraße 22 (Standort)                                  | Bildstock                               | Postament mit bauchiger Inschriftsäule und Kreuzdach-Reliefaufsatz mit vier seitlichen Kruzifixen und Kreuzbekrönung, Sandstein, Spätrenaissance, bezeichnet 1613 | D-6-76-125-25 Wikidata | Bildstock                              |
| Kirchstraße 25 (Standort)                                  | Hoftor                                  | Rundbogen mit Fasung und Wappenschild im Scheitel, Sandstein. bezeichnet 1616 | D-6-76-125-14 Wikidata | Hoftor                                 |
| Kirchstraße 25 (Standort)                                  | Gasthof                                 | Gasthaus, giebelständiger zweigeschossiger Satteldachbau mit Zierfachwerkobergeschoss, 17. Jahrhundert, Erdgeschoss erneuert | D-6-76-125-13 Wikidata | BW                                     |
| Kirchstraße 25 (Standort)                                  | Gasthof                                 | Hoftor, profilierter Rundbogen mit Radabweisern, Sandstein, bezeichnet 1687 | D-6-76-125-13 Wikidata | BW                                     |
| Kirchstraße 25 (Standort)                                  | Gasthof                                 | Nebengebäude, zweigeschossiger giebelständiger Satteldachbau, verputztes Mauerwerk mit Werksteingewänden, 2. Hälfte 19. Jahrhundert | D-6-76-125-13 Wikidata | BW                                     |
| Kirchstraße 25 (Standort)                                  | Gasthof                                 | Scheune, Krüppelwalmdachbau im rückwärtigen Grundstück, 18./19. Jahrhundert | D-6-76-125-13 Wikidata | BW                                     |
|                                                            | Kreuz                                   | 1853, nicht nachqualifiziert, im Bayerischen Denkmal-Atlas nicht kartiert | D-6-76-125-35 Wikidata | BW                                     |
| Langgasse 53; Langgasse 55 (Standort)                      | Bauernhof                               | Wohnhaus, Doppelhaus, giebelständiger zweigeschossiger verputzter Satteldachbau über hohem Kellersockel, vorkragendes Obergeschoss mit teilweise freigelegtem Zierfachwerk, 17. Jahrhundert, Erdgeschoss teilweise massiv erneuert | D-6-76-125-15 Wikidata | Bauernhof                              |
| Langgasse 53; Langgasse 55 (Standort)                      | Bauernhof                               | Hoftor, Rundbogen mit Wappen, Sandstein, bezeichnet 1601 | D-6-76-125-15 Wikidata | Bauernhof                              |
| Langgasse 53; Langgasse 55 (Standort)                      | Bauernhof                               | Scheune, giebelständiger Satteldachbau mit Einfahrt und massivem zweigeschossigem Stallteil, straßenseitiger Teil in Fachwerk mit verbrettertem Giebel, 18./19. Jahrhundert | D-6-76-125-15 Wikidata | BW                                     |
| Mainstraße 2 (Standort)                                    | Wohnhaus                                | giebelständiger zweigeschossiger Satteldachbau mit Zierfachwerkobergeschoss über hohem Kellersockel, bezeichnet 1604, Erdgeschoss verändert | D-6-76-125-17 Wikidata | weitere Bilder                         |
| Mainstraße 8 (Standort)                                    | Wohnhaus                                | zweigeschossiges Fachwerkhaus mit Krüppelwalmdach in Ecklage, teilweise verputzt, 18./19. Jahrhundert, Erdgeschoss verändert | D-6-76-125-22 Wikidata | Wohnhaus                               |
| Miltenberger Straße 1 (Standort)                           | Wirtshausschild                         | 2. Hälfte 17. Jahrhundert | D-6-76-125-18 Wikidata | Wirtshausschild                        |
| Niederbachäcker; Brunnacker ()                             |                                         | nicht nachqualifiziert, im Bayerischen Denkmal-Atlas nicht kartiert | D-6-76-125-26 Wikidata |                                        |
| Parkstraße (Standort)                                      | St. Nepomuk-Statue                      | Figur des hl. Johann Nepomuk mit vermauerter Inschrifttafel vom nicht mehr vorhandenen Postament, farbig gefasster Sandstein, bezeichnet 1727 | D-6-76-125-5 Wikidata  | weitere Bilder                         |
| Rathausstraße 12 (Standort)                                | Hoftor mit Fußgängerpforte              | profilierte Rundbögen mit Schlussstein, Sandstein, bezeichnet 174(4), neu aufgebaut und erneuert | D-6-76-125-23 Wikidata | Hoftor mit Fußgängerpforte             |
| Rathausstraße 20; Nähe Pfarrgasse; Pfarrgasse 3 (Standort) | Pfarrhof                                | Hofmauer, Bruchsteinmauerwerk mit dachförmiger Mauerkrone und korbbogigem Hoftor mit Wappenschild, bezeichnet 1535 | D-6-76-125-21 Wikidata | Pfarrhof                               |
| Rathausstraße 20; Nähe Pfarrgasse; Pfarrgasse 3 (Standort) | Pfarrhof                                | in ehemaliger Fensternische Petrusfigur, grauer Sandstein, 18./19. Jahrhundert, neuer Fenstersturz und Bekrönung durch Kruzifix, Sandstein, bezeichnet 1754 in Zweitverwendung (ehemaliger Grabstein?) |                        | BW                                     |
| Rathausstraße 20; Nähe Pfarrgasse; Pfarrgasse 3 (Standort) | Pfarrhof                                | ehemalige Pfarrscheune, giebelständiger unverputzter Satteldachbau, 18./19. Jahrhundert, im Kern wohl älter | D-6-76-125-21 Wikidata | BW                                     |
| Rülesberg (Standort)                                       | Bildstock                               | Inschriftpostament, Sandstein, bezeichnet 1714, Säule mit Kugelbekrönung, Sandstein, vermutlich nach Erneuerung, bezeichnet 1844 | D-6-76-125-33 Wikidata | weitere Bilder                         |
| Rülesberg (Standort)                                       | Bildstock                               | Postament mit Inschriftpfeiler, und Bekrönung mit freiplasischer Pietà, Sandstein bezeichnet 1741 | D-6-76-125-34 Wikidata | weitere Bilder                         |
| Schafgasse 28 (Standort)                                   | Sandsteinkruzifix                       | 1897; nicht nachqualifiziert | D-6-76-125-16 Wikidata | BW                                     |
| Senne ()                                                   | Bildstock                               | sogenanntes Kleines Kreuz; nicht nachqualifiziert, im Bayerischen Denkmal-Atlas nicht kartiert | D-6-76-125-27 Wikidata |                                        |
| Sportplatzstraße (Standort)                                | Bildstock                               | Pfeiler mit Engelskapitell (erneuert) und Heiligenfigur 'Pietà', Sandstein, 18./19. Jahrhundert | D-6-76-125-24 Wikidata | BW                                     |

### Engelberg
| Lage                | Objekt    | Beschreibung                                                                                                 | Akten-Nr.              | Bild |
| ------------------- | --------- | --- | ---------------------- | ---- |
| Naßgalle (Standort) | Bildstock | Postament mit Säule und Reliefaufsatz 'Pietà und Cherubim, Sandstein, bezeichnet 1710, Kopie bezeichnet 1998 | D-6-76-125-30 Wikidata | BW   |

#### Kreuzweg vom Ortskern zum Kloster Engelberg
| Lage                         | Objekt                                      | Beschreibung | Akten-Nr.              | Bild           |
| ---------------------------- | ------------------------------------------- | --- | ---------------------- | -------------- |
| Engelbergstaffel (Standort)  | Kreuzweg: Treppe                            | mehrläufige Treppe mit 612 Stufen (Lage) (Lage) (Lage) (Lage) (Lage) (Lage), teilweise mit Stifterinschriften, Sandstein, 18.–20. Jahrhundert | D-6-76-125-41 Wikidata | weitere Bilder |
| Nähe Engelbergweg (Standort) | Kreuzweg: Kruzifix am Beginn des Kreuzweges | Sandstein, bezeichnet 1730, renoviert 1904 | D-6-76-125-41 Wikidata | weitere Bilder |
| Kreuzweg                     | Kreuzweg: Kreuz                             | nicht nachqualifiziert, im Bayerischen Denkmal-Atlas nicht kartiert | D-6-76-125-29 Wikidata | BW             |
| Engelbergstaffel (Standort)  | Kreuzweg: 11 Stationsstelen                 | (Lage) (Lage) (Lage) (Lage) (Lage) (Lage) (Lage) (Lage) (Lage) (Lage) (Lage) in Form barocker Epitaphien in gleichzeitiger Funktion als Gefallenendenkmal, Sandstein mit Bronzereliefs, neobarock, 1914 | D-6-76-125-41 Wikidata | weitere Bilder |
| Engelbergstaffel (Standort)  | Kreuzweg: fünf gemauerte Kapellen           | (Lage) (Lage) (Lage) (Lage) (Lage) mit eingestellten Reliefszenen, Sandstein, 1650–1740, davon vier einfache giebelständige verputzte unbefensterte Satteldachbauten, ein größerer giebelständiger verputzter Satteldachbau mit seitlichen Fenstern zugleich 7. Station, Kapelleneinbau in Sandsteinstützmauer, neobarock, 1899 mit wiederverwendetem spätgotischem Gewölbe, 16./17. Jahrhundert und eingestellter Pietà zugleich 13. Station, Sandstein 17. Jahrhundert | D-6-76-125-41 Wikidata | weitere Bilder |
| Nähe Engelbergweg (Standort) | Kreuzweg: Mariensäule                       | Sandstein, bez. 1658 | D-6-76-125-41 Wikidata | weitere Bilder |
| Heide (Standort)             | Kreuzweg: Michaelssäule                     | Sandstein, um 1640 | D-6-76-125-41 Wikidata | weitere Bilder |

#### Kreuzweg an der Maria-Hilf-Kapelle
| Lage                              | Objekt                            | Beschreibung | Akten-Nr.              | Bild           |
| --------------------------------- | --------------------------------- | --- | ---------------------- | -------------- |
| Geißbuckel (Standort)             | Votivkapelle 'Maria Hilf'         | kleiner kreuzrippengewölbter Satteldachbau auf annähernd quadratischem Grundriss, 2. Hälfte 17. Jahrhundert und leicht eingezogene Vorhalle mit stark ausschwingendem Walmdach, um 1900, verputztes Mauerwerk mit Sandsteinrahmungen; mit Ausstattung | D-6-76-125-31 Wikidata | weitere Bilder |
| Mariahilfweg, Kreuzweg (Standort) | Kreuzweg: Blockaltar mit Kruzifix | Sandstein mit Metallkorpus, 1865, Renovierungen bezeichnet 1929 und 1986 | D-6-76-125-32 Wikidata | BW             |
| Mariahilfweg, Kreuzweg (Standort) | Kreuzweg                          | Treppenstufen mit Namen der Stifter, Sandstein, bezeichnet 18.–20. Jahrhundert | D-6-76-125-32 Wikidata | Kreuzweg       |
| Mariahilfweg, Kreuzweg (Standort) | Kreuzweg                          | 14 Kreuzwegstationen in Form von Satteldach-Nischenbildstöcken mit Namen der Stifter, Sandstein mit farbig gefassten Metallreliefs, bezeichnet 1914                                                                                                   | D-6-76-125-32 Wikidata | weitere Bilder |

#### Kloster Engelberg
| Lage                                            | Objekt                                                | Beschreibung | Akten-Nr.              | Bild                               |
| ----------------------------------------------- | ----------------------------------------------------- | --- | ---------------------- | ---------------------------------- |
| Kloster Engelberg 1 (Standort)                  | Aussichtsterrasse                                     | eingefasst durch dreiläufige zweiarmige Treppenanlage, Sandstein, neobarock, nach 1899, im unteren Teil eingebaute Kapelle mit wiederverwendetem spät- oder nachgotischem Rippengewölbe, 16./17. Jahrhundert und eingestelltem Vesperbild (13. Station des Kreuzwegs), farbig bemalter Sandstein, 17./18. Jahrhundert, auf der abschließenden Balustrade wiederverwendete allegorische Kinderfiguren der vier Jahreszeiten, Sandstein, Rokoko, Mitte 18. Jahrhundert | D-6-76-125-40 Wikidata | weitere Bilder                     |
| Kloster Engelberg 1 (Standort)                  | Kloster Engelberg                                     | erbaut 1630, ehemals Kapuziner-, 1803–2024 Franziskanerkloster, dann Oblaten des hl. Joseph | D-6-76-125-38 Wikidata | weitere Bilder                     |
| Kloster Engelberg 2 (Standort)                  | Katholische Kloster- und Wallfahrtskirche St. Michael | Saalkirche auf kreuzförmigem Grundriss mit Chor, Querhäusern und angeschlossener Gruftkapelle, Schieferwalmdächer und Vierungstürmchen mit Pyramidendach, schlichte Putzfassaden mit Werksteinkanten und -rahmungen, 1639, Seitenkapellen 1697–99, Chorwölbung Anfang 18. Jahrhundert, Löwensteinsche Grabkapelle 1845, Langhausverlängerung und Giebelfassade mit Portal und Figurennische, 1899; mit Ausstattung                                                   | D-6-76-125-38 Wikidata | weitere Bilder                     |
| Kloster Engelberg 1 (Standort)                  | Kloster: Konventsgebäude                              | um einen Innenhof gruppierter zweigeschossiger unregelmäßiger Walm-/Satteldachbau über Kellerhanggeschoß, Putzfassade mit Werksteinrahmungen und Figurennischen, 1630, umgebaut | D-6-76-125-38 Wikidata | weitere Bilder                     |
| Kloster Engelberg 1 (Standort)                  | Kloster: Nebengebäude                                 | eingeschossige Walmdachbauten mit unverputztem Sandsteinmauerwerk, 18.–20. Jahrhundert, mehrfach umgebaut | D-6-76-125-38 Wikidata | weitere Bilder                     |
| Kloster Engelberg 1, 2, 3, Engelberg (Standort) | Kloster: Klostermauern                                | unverputztes Sandsteinmauerwerk im Kern 17./18. Jahrhundert | D-6-76-125-38 Wikidata | weitere Bilder                     |
| Kloster Engelberg 2 (Standort)                  | Kloster: Statue eines Ordensmannes                    | (Franz von Assisi?), Sandstein, 19. Jahrhundert | D-6-76-125-38 Wikidata | Kloster: Statue eines Ordensmannes |

### Klotzenhof
| Lage                         | Objekt               | Beschreibung | Akten-Nr.              | Bild         |
| ---------------------------- | -------------------- | --- | ---------------------- | ------------ |
| Am Langeberg (Standort)      | Wegkreuz             | Tischsockel mit Kruzifix, teilweise farbig gefasster Sandstein, bezeichnet 1873 | D-6-76-125-37 Wikidata | Wegkreuz     |
| Hoffeld (Standort)           | Bildstock            | Inschriftpostament und Pfeiler mit Kelchblütengirlande, Bekrönung durch freiplastische Pietà, Sandstein, bezeichnet 1756                                                                                | D-6-76-125-36 Wikidata | Bildstock    |
| Klotzenhof (Standort)        | Mariensäule          | geschweifter Prozessionsaltar mit Inschriftkartusche und Säule, Bekrönung durch freiplastische 'Maria Immaculata' mit metallenem Strahlenkranz, Sandstein, Rokoko, bezeichnet 1805                      | D-6-76-125-43 Wikidata | Mariensäule  |
| Klotzenhof (Standort)        | Kapelle              | kleiner verputzter Massivbau mit Werksteinrahmungen auf rechteckigem Grundriss, Walmdach und blechverkleideter Giebelreiter mit welscher Haube, bezeichnet 1755; mit Ausstattung                        | D-6-76-125-42 Wikidata | Kapelle      |
| Klotzenhof 1 (Standort)      | Nebengebäude         | zugehörig ehemals Kelterhalle und Schafscheune, Fachwerk, Gewölbekeller, bezeichnet 1558 | D-6-76-125-46 Wikidata | Nebengebäude |
| Schneidholz (Standort)       | Sogenannter Saustall | kreisförmiger Pferch von ca. 25 m Durchmesser aus hochkant gesetzten Platten, Trockensteinfundamente eines kleinen Rechteckbaus, Pfeiler mit Bohrloch und Wappenschild, Sandstein, wohl 17. Jahrhundert | D-6-76-125-47 Wikidata | BW           |
| Staatsstraße 2441 (Standort) | Wegkreuz             | Tischsockel mit Kruzifix, Sandstein, bezeichnet 1897 | D-6-76-151-25 Wikidata | Wegkreuz     |

### Roßhof
| Lage                | Objekt   | Beschreibung | Akten-Nr.              | Bild           |
| ------------------- | -------- | --- | ---------------------- | -------------- |
| Roßhof 1 (Standort) | Gutshof  | Haupthaus, freistehender zweigeschossiger Walmdachbau über Kellergeschoss, verputztes Mauerwerk mit sparsamen Putzgliederungen, klassizistisch, um 1800 | D-6-76-125-44 Wikidata | weitere Bilder |
| Roßhof 1 (Standort) | Gutshof  | Torpfeiler, zwei Pfeiler mit Kugelbekönungen, Sandstein, um 1800, erneuert                                                                              | D-6-76-125-44 Wikidata | BW             |
| Roßhof 1 (Standort) | Gutshof  | Scheune, langgestreckter eingeschossiger Walmdachbau mit mehreren Toren, unverputztes Bruchsteinmauerwerk, Sandstein, um 1800                           | D-6-76-125-44 Wikidata | BW             |
| Roßhof 1 (Standort) | Gutshof  | Nebengebäude Satteldachbau, verputzt, im Kern um 1800(?)                                                                                                | D-6-76-125-44 Wikidata | BW             |
| Zeilrain (Standort) | Wegkreuz | Tischsockel mit Kruzifix, Sandstein, bezeichnet 1916.                                                                                                   | D-6-76-125-45 Wikidata | Wegkreuz       |